# Ханагиянский сапотекский язык
Ханагиянский сапотекский язык (Diidz Zë, Xanaguía Zapotec, Zapoteco de Santa Catarina Xanaguía) — сапотекский язык, на котором говорят в городах Сан-Франсиско-Осолотепек, Сан-Хосе-Осолотепек, Санта-Катарина-Ханагия юго-востока округа Мьяуатлан штата Оахака в Мексике.
Письменность на основе латинского алфавита: a a' b d e e' f g ë ë' i i' j k l m n ñ o o' p r s t u u' w x x̲ y z ch c̲h̲ kw gw ts dz nn. Тона обозначаются путём простановки акута над гласной только в тех случаях, когда слова пишутся одинаково, но имеют разные тона.